# Anorrhinus
Anorrhinus es un género de aves bucerotiformes de la familia Bucerotidae propias del Sudeste Asiático.

## Especies
Se reconocen las siguientes especies:
- Anorrhinus austeni Jerdon, 1872 - cálao pardo de Austen
- Anorrhinus tickelli (Blyth, 1855) - cálao pardo de Tickell
- Anorrhinus galeritus (Temminck, 1831) - cálao crestado